# Brevipalpus ericae
Brevipalpus ericae är en spindeldjursart som beskrevs av Meyer 1979. Brevipalpus ericae ingår i släktet Brevipalpus och familjen Tenuipalpidae. Inga underarter finns listade.